# 森口繁一
森口繁一（もりぐち しげいち、1916年9月11日 - 2002年10月2日）は、日本の応用数学者。東京大学名誉教授。

## 人物・来歴
香川県出身。東京帝国大学工学部航空工学科卒、1954年「統計工学上の諸問題の研究」で東京大学より工学博士の学位を取得。飛行機部、柳製作所、陸軍航空技術学校講師、東京帝国大学第一工学部講師、東京大学工学部助教授をへて、1956年教授。77年定年退官、名誉教授、電気通信大学教授、1982年東京電機大学教授。応用数学、情報工学などが専門。

## 著書
- 『初等数理統計学』広文館、1950　改訂版・培風館, 1957
- 『統計通信 アメリカ留学二ケ年』河出書房, 1953
- 『品質管理』 (岩波全書) 岩波書店, 1955
- 『岩波講座現代応用数学 B 第10 B 応用編 統計解析』岩波書店, 1957
- 『岩波講座現代応用数学 B 第14 B 応用編 パンチカード計算機械』岩波書店, 1957
- 『岩波講座現代応用数学 B 第7 A 応用編 2次元弾性論』岩波書店, 1957
- 『線型計画法入門』 (日科技連ライブラリー 日本科学技術連盟, 1957
- 『初等力学』培風館, 1959
- 『10ケタ三角函数表 1万分の1直角きざみ』東京大学出版会, 1960
- 『電子計算機』(グリーンベルト・シリーズ) 筑摩書房, 1964
- 『電子頭脳』(NHKブックス 日本放送出版協会, 1964
- 『FORTRAN Ⅳ入門 HARP5020に即して』東京大学出版会, 1965
- 『JIS FORTRAN入門 -HARP5020に即してー』東京大学出版会, 1969
- 『電子計算機の学習 MACC-7/Sに即した基本教程』オーム社, 1971
- 『応用数学夜話 現象と数理と統計』日科技連出版社, 1978.10 「応用 数学 夜話 現象と数理と統計」ちくま学芸文庫 2011.10
- 『計算数学夜話 数値で学ぶ高等数学』日本評論社, 1978.4
- 『COBOLの学習』学会出版センター, 1979.7
- 『マイコンの学び方 プログラム中心』旺文社, 1983.3
- 『基本BASIC講座』 (Popcom books) 小学館, 1984.11
- 『数値計算工学』岩波書店, 1989.4
- 『BASIC統計プログラム集』日本規格協会, 1990.1
- 『おはなし統計入門』日本規格協会, 1991.8
- 『Full BASIC統計プログラム集』日本規格協会, 1992.9
- 『確率表現関数』(UP応用数学選書 東京大学出版会, 1995.2
- 『強さのおはなし』日本規格協会, 1997.2
- 『Excel/Basic基礎指南 知らないことを知りたい人へ』日本規格協会, 2000.10
- 『数理つれづれ』岩波書店, 2001.11

### 共編著
- 『品質管理用数値表 新編 A』編. 日本科学技術連盟, 1954
- 『数学公式 第1 (微分積分・平面曲線) 』宇田川銈久,一松信共著. 岩波書店・全書, 1956
- 『数学公式 第2 (級数・フーリエ解析) 』宇田川銈久, 一松信共著. 岩波書店・全書, 1957
- 『岩波講座現代応用数学 B 第13 第1-2 応用編 数値計算法』高田勝共著 岩波書店, 1958
- 『統計学へのいざない』内藤勝,増山元三郎共編. 東京大学出版会, 1959
- 『統計的方法 [第1] (基礎編) (品質管理講座) 』編. 日本規格協会, 1959
- 『数学公式 第3 (特殊函数)』宇田川銈久, 一松信共著. 岩波書店・全書, 1960
- 『ALGOL入門』編. 日本科学技術連盟, 1962
- 『電子計算機のための数値計算法』第1-2 (数理科学シリーズ 山内二郎,一松信 共編. 培風館, 1965-67
- 林桂一『高等函数表 第2版』森口増補 岩波書店, 1967
- 『新しい工学部のために 工学部討議資料』(東大問題資料 編. 東京大学出版会, 1969
- 『FORTRAN入門』小林光夫共著. 共立出版・全書, 1970
- 『工学部の研究と教育 工学部討議資料』(東大問題資料  編. 東京大学出版会, 1971
- 『算法通論』伊理正夫共編. 東京大学出版会, 1972
- 『生きている数学 数理工学の発展』奥野忠一・末包良太・伊理正夫・竹内啓共編著 培風館, 1979.11
- 『Pascal演習』武市正人共著. 近代科学社, 1979.8
- 『Pascalプログラミング対話』小林光夫、武市正人共著. 共立出版, 1980.7
- 『岩波講座情報科学 3 プログラムの読み方』小林光夫、武市正人共著 岩波書店, 1981.10
- 『情報処理系 その導入から運用まで』栗原和夫,東基衞,広松恒彦共編集・執筆. 日本規格協会(経営工学シリーズ , 1981.12
  - 『情報処理システム その導入から運用まで 改訂版 (経営工学シリーズ 日本規格協会, 1986.4
- 『岩波講座情報科学 2 電子計算機への手引き』筧捷彦、高澤喜光共著 岩波書店, 1982.12
- 『マイコン入門 昭和57年度 前期』(NHK趣味講座)講師,須磨佳津江司会・進行,日本放送協会編. NHKサービスセンター, 1982.4
- 『Pascalプログラミング講義』小林光夫・武市正人共著 共立出版, 1982.8
- 『教職数学シリーズ 基礎編 7 コンピュータ』沼田一道共著 共立出版, 1984.3
- 『計算機科学/ソフトウェア技術講座 6　数値計算術』編 共立出版, 1987.12
- 『ソフトウェア品質管理ガイドブック』編. 日本規格協会, 1990.7
- 『Pascalによる算法通論』伊理正夫,武市正人共編. 東京大学出版会, 1991.3
- 『Full BASICによる算法通論』伊理正夫,武市正人共編 東京大学出版会, 1991.9
- 『Cによる算法通論』伊理正夫 武市正人共編 東京大学出版会, 1992.1

### 翻訳
- W.E.デミング『推計学によるデータのまとめ方 新しい最小二乗法』岩波書店, 1950
- H.H.グッド, R.E.メイコール『システム工学 大規模組織の設計への手引』監訳. 日本科学技術連盟, 1960
- J.S.マーフィ『図解電子計算機入門』監訳. 紀伊国屋書店, 1962
- リヒャルト・クーラント, H.ロビンス 共著『数学とは何か 考え方と方法への初等的接近』監訳. 岩波書店, 1966
- John M.Carroll『計算機科学に職を求めよう』監訳, 伊理由美 訳. 共立出版(科学ブックス) , 1969
- John G.Kemeny, Thomas E.Kurtz 共著『ベーシック入門』監訳, 尾崎義雄, 神山武 共訳. 共立出版, 1971
- Daniel D.McCracken『科学技術計算 フォートランによる』伏見正則共訳. 共立出版, 1971
- G.B.ダンツィク, T.L.サアティ 著『コンパクトシティ 豊かな生活空間四次元都市の青写真』監訳: 奥平耕造,野口悠紀雄訳 日科技連出版社, 1974
- G.フリードリヒス, A.シャーフ編『マイクロ電子技術と社会 ローマ・クラブ第8レポート』監訳. ダイヤモンド社, 1983.1
- ジョセフ・F.トラウブ 編『コンピュータ社会の課題 人間とコンピュータの共存』監訳. 共立出版, 1987.3
- R.クーラント, H.ロビンズ 共著, I.スチュアート 改訂『数学とは何か 考え方と方法への初等的接近 原書第2版』監訳. 岩波書店, 2001.2